# 帕齐阴谋
帕齐阴谋（義大利語：Congiura dei Pazzi）是意大利佛罗伦萨历史的一次刺杀事件。1478年4月26日，帕齊家族成员在佛罗伦萨圣母百花圣殿刺杀美第奇家族成员并试图取而代之成为佛罗伦萨的统治者。此次刺杀行动未杀死洛伦佐·德·美第奇，但杀死了他的弟弟朱利亚诺·德·美第奇。洛伦佐受伤但幸存，其权力得到巩固。事件后，帕齊家族被赶出佛罗伦萨。